# Itea ilicifolia
Itea ilicifolia là một loài thực vật có hoa trong họ Iteaceae. Loài này được Oliv. miêu tả khoa học đầu tiên năm 1886.